# Bootstaartnachtzwaluw
De bootstaartnachtzwaluw  (Veles binotatus vaak ook nog Caprimulgus binotatus genoemd) is een vogel uit de familie van de nachtzwaluwen (Caprimulgidae).

## Beschrijving, verspreiding en leefgebied
De bootstaartnachtzwaluw is een zeldzame nachtzwaluw van tropisch regenwoud die voorkomt in het Kongogebied en verder Ivoorkust, Ghana en Liberia. 

## Status
De bootstaartnachtzwaluw heeft een groot verspreidingsgebied en daardoor is de kans op uitsterven gering. De grootte van de populatie is niet gekwantificeerd. De vogel gaat door ontbossingen achteruit in aantal, maar het tempo van achteruitgang ligt onder de 30% in tien jaar (minder dan 3,5% per jaar). Om deze redenen staat deze nachtzwaluw als niet bedreigd op de Rode Lijst van de IUCN.